# Anaplectes leuconotos
Anaplectes leuconotos, "nordlig scharlakansvävare", är en fågelart i familjen vävare inom ordningen tättingar. Den betraktas oftast som en underart av scharlakansvävare (Anaplectes rubriceps), men urskiljs sedan 2016 som egen art av Birdlife International och IUCN.
Fågeln förekommer från Senegal och Gambia till södra Sudan, Etiopien, Kenya, Tanzania och Malawi. Den kategoriseras av IUCN som livskraftig.